# Línea París-Norte a Lille
La línea de Paris-Norte a Lille (en francés: ligne de Paris-Nord à Lille) es una de las principales arterias radiales de la red ferroviaria francesa. Con una longitud de 251 km, conecta París con Lille, a través de las regiones de Île-de-France y Hauts-de-France. Trazada en la mayor parte de su recorrido por el fondo de los valles o en llano en el relieve poco acentuado del norte de Francia, esta gran radial tiene un perfil bastante favorable y un buen nivel de equipamiento, lo que permite altas velocidades.

## Historia
Abierta en 1846 por la Compagnie des chemins de fer du Nord y destinada a conectar París con Bélgica, convirtiéndola en la primera línea que conectaba la capital con un país vecino, tenía desde su concepción un importante papel internacional, tanto para los trenes de pasajeros, con los míticos TEE, como para los trenes de mercancías. Ha visto circular durante mucho tiempo los trenes hacia Europa del Norte, bifurcándose hacia Bélgica, los Países Bajos y Alemania por la ligne Creil– Jeumont.
La apertura de la LGV Nord en 1993, después de los servicios de Eurostar y Thalys los años siguientes, le hicieron perder sus trenes más nobles desviando casi todo el tráfico de pasajeros entre París y el Norte, después el Benelux y Alemania por el dicho LGV, o la red París Este y la LGV Est européenne.
No hay ya ningún tren de pasajeros que la atraviese de un extremo a otro en servicio comercial regular. Los últimos trenes Corail Paris – Arras – Lille – Tourcoing circularon durante el servicio anual de 1999-2000, pero su servicio ya se había reducido considerablemente desde 1996.
Este servicio ha desaparecido totalmente en las regiones de Lille y Arras, con la supresión del Flandres-Riviera entre Lille-Flandres y Niza en 1999, la supresión del tren Lunéa de Lille a Niza en 2009, y el reemplazo del material Corail Intercités por el material del tipo TER XGC entre Lille-Flandres y Charleville-Mézières.
Después, solamente los trenes Intercités Paris – Boulogne via Amiens y Abbeville todavía circulan en la sección de Paris – Longueau, así como los trenes Paris – Maubeuge en la sección de Paris – Creil. Los TER están sirviendo cada vez más como reemplazo de los Intercités; así como TER Hauts-de-France entre París y Amiens, Amiens y Calais, así como entre Lille-Flandres y Amiens. Finalmente, los trenes Transilien del RER D proporcionan el servicio local Paris – Orry-la-Ville – Creil.
Desde su apertura, la línea ha continuado proporcionando un importante tráfico de mercancías, particularmente en la sección Longueau - Arras. Permite conectar dos principales regiones económicas del país, este papel conoció un aumento continuo desde la apertura del mercado europeo y la conexión ferroviaria con Gran Bretaña, gracias al túnel de la Mancha.
Constituye la línea 272 000 de la red ferroviaria francesa.

### Cronología
- 7 de enero de 1846: apertura de la sección Paris – Pontoise (en fait, Paris – Épluches, primera estación de Pontoise situada en Saint-Ouen-l'Aumône).
- 25 de enero de 1846: inauguración de la sección Paris – Clermont-de-l'Oise.
- 1 de abril de 1846: apertura de las secciones Arras – Lille y Arras – Valenciennes.
- 18 de junio de 1846: apertura de la última sección Clermont – Arras.
- 10 de mayo de 1859:  apertura du nouvel itinéraire Saint-Denis – Creil hasta  Villiers-le-Bel.
- 1 de junio de 1859:  apertura del nuevo itinerario de Villiers-le-Bel hasta Creil.
- 15 de abril de 1905: cuadruplamiento de la línea de Paris-Nord a Survilliers.
- 7 de enero de 1959: inauguración de la electrificación en 25 kV – 50 Hz.
- Mayo de 1993:  apertura de la LGV Nord hasta  Arras.
- Septiembre de 1993:  apertura de la LGV Nord hasta Lille.

## Estaciones
- Estación de Boisleux